# Виноградне (Калінінградська область)
Виноградне (рос. Виноградное) — селище Полєського району, Калінінградської області Росії. Входить до складу Залісовського сільського поселення.
Населення —  93 особи (2015 рік). 

## Населення
| 2002 | 2010 |
| ---- | ---- |
| 110  | ↘93  |